# ORP Mazur
De ORP Mazur was een torpedoboot en later een opleidingsschip voor de artillerie van de Poolse marine. Het was de voormalige Duitse torpedoboot V-105. Het nam deel aan de Poolse verdedigingsoorlog en werd op 1 september 1939 door Duitse bommenwerpers tot zinken gebracht, waarmee het het eerste oorlogsschip was dat in de tweede wereldoorlog verloren ging.

## Geschiedenis
Nog voor het uitbreken van de Eerste Wereldoorlog werden acht torpedoboten besteld van 270 ton. Deze boten zouden de Z-1 tot en met Z-8 (=Zeer groot) worden. De eerste vier werden besteld bij de Duitse werf AG Vulcan in Stettin, Duitsland (nu Szczecin in Polen). Bij het uitbreken van de Eerste Wereldoorlog werden de vier in Stettin in aanbouw zijnde torpedoboten in beslag genomen door de Duitse marine en afgebouwd als V-105 tot en met V-108.
Na afloop van de Eerste Wereldoorlog werden de schepen van de Duitse marine in beslag genomen en verdeeld onder de geallieerden. In december 1919 werden aan het pas heropgerichte Polen zes torpedoboten toegewezen. De V-105 werd eerst toegewezen aan Brazilië, maar werd vervolgens gekocht door een Britse scheepswerf en uiteindelijk in 1921 geruild met Polen voor een andere torpedoboot ( A-69 ), tegen een meerprijs van £900 van Polen. Polen ontving ook haar zusterschip, de V-108 (later omgedoopt tot ORP Kaszub) en vier kleinere torpedoboten.
De V-105 verkeerde in slechte staat en werd na enkele reparaties in Rosyth in september 1921 naar de Vrije Stad Danzig (het huidige Gdansk) gesleept.

### Poolse dienst
Na een opknapbeurt werd het schip op 2 augustus 1922 in dienst genomen bij de Poolse marine, onder de naam ORP Mazur (genoemd naar het Mazurische volk). Ze diende in een torpedobooteenheid (Dywizjon Torpedowców). In 1931 werd ze omgebouwd tot een opleidingsschip voor de artillerie, en haar bewapening werd veranderd in vier 75 mm kanonnen in plaats van torpedobuizen. Vanaf 1935 werd het schip gemoderniseerd, waarbij het een tweede schoorsteen en een achtermast verloor. In 1937 kwam het schip weer in de vaart.

### Ondergang
Op de eerste dag van de Tweede Wereldoorlog, 1 september 1939, bevond de ORP Mazur, onder bevel van luitenant Tadeusz Rutkowski, zich in de haven van Gdynia. Om 14:00 uur lag ze bij de pier en bereidde zich voor om de haven te verlaten, toen ze werd aangevallen door Duitse Junkers Ju 87's van het IV. /LG.1 squadron.  Het schip werd één keer van dichtbij geraakt en werd ook midscheeps geraakt, waarna het zonk terwijl het nog steeds op de Duitse vliegtuigen bleef schieten. Hoewel het schip al aan het zinken was, bleef een bemanningslid op de Duitse toestelen schieten, totdat de golven hem overboord spoelden. Het betrof eerste luitenant Jacek Dehnel, de grootvader van de Poolse dichter en schrijver Jacek Dehnel. Ongeveer 40 bemanningsleden kwamen om.
De 75 mm kanonnen werden later van het wrak gehaald en op het land geplaatst. De overige wapens werden gemonteerd op de geïmproviseerde gepantserde trein “Smok Kaszubski”, die werd gebruikt door de Poolse kustverdediging. Na de Poolse capitulatie werd het wrak door de Duitsers gelicht en gesloopt.

## Galerij

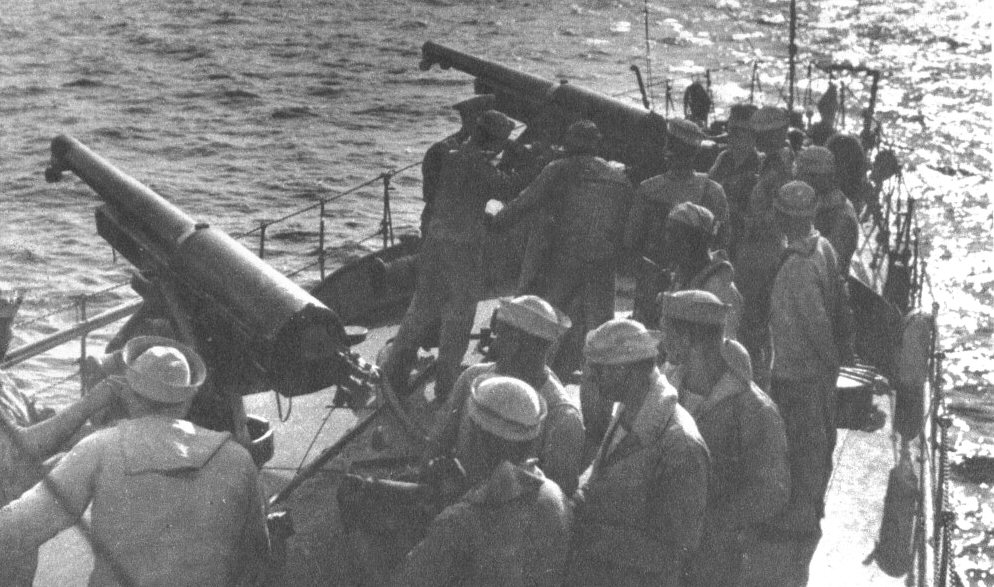
75 mm-kanonnen na opknapbeurt van 1932
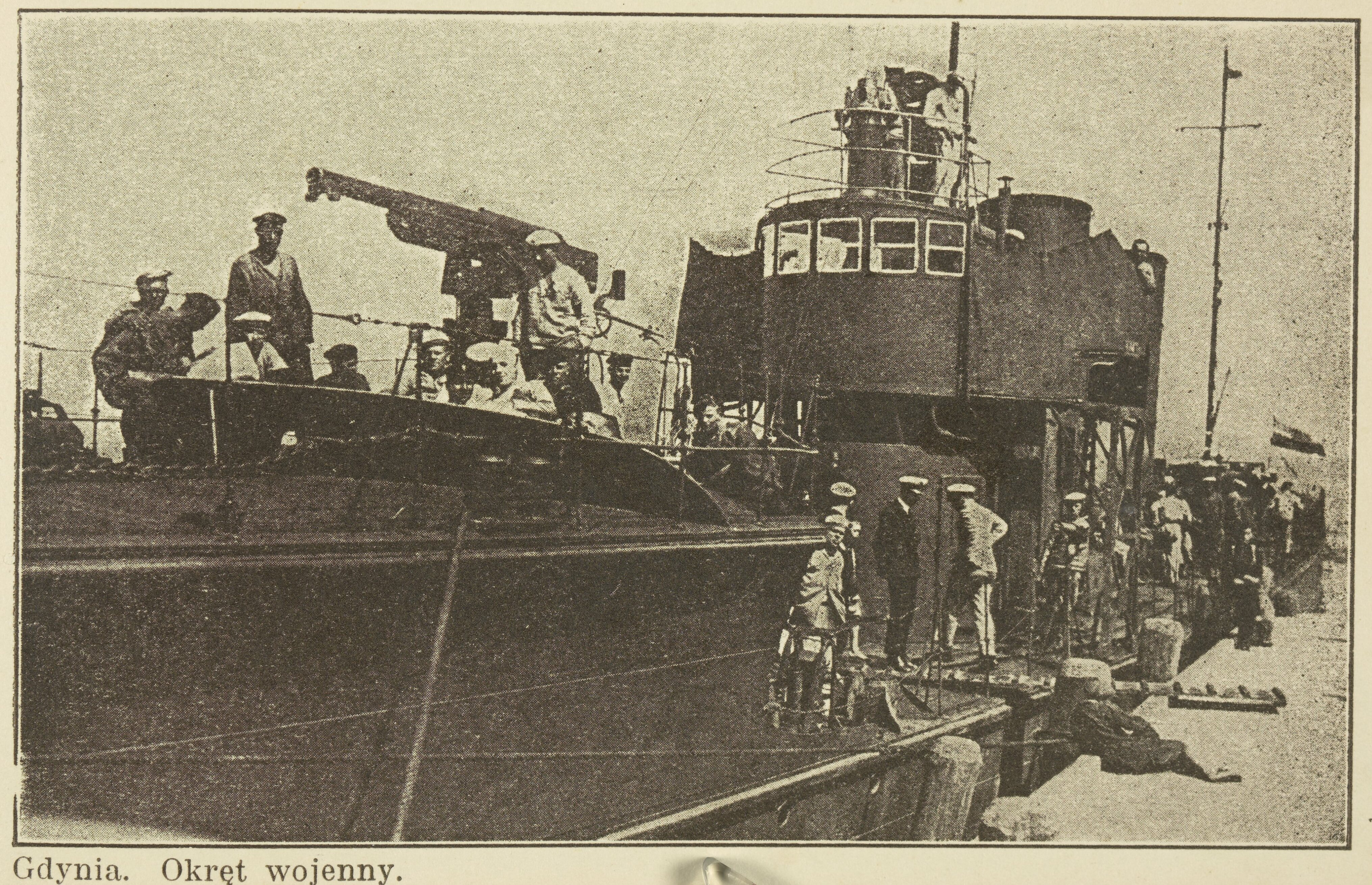
ORP Mazur in 1927-1931
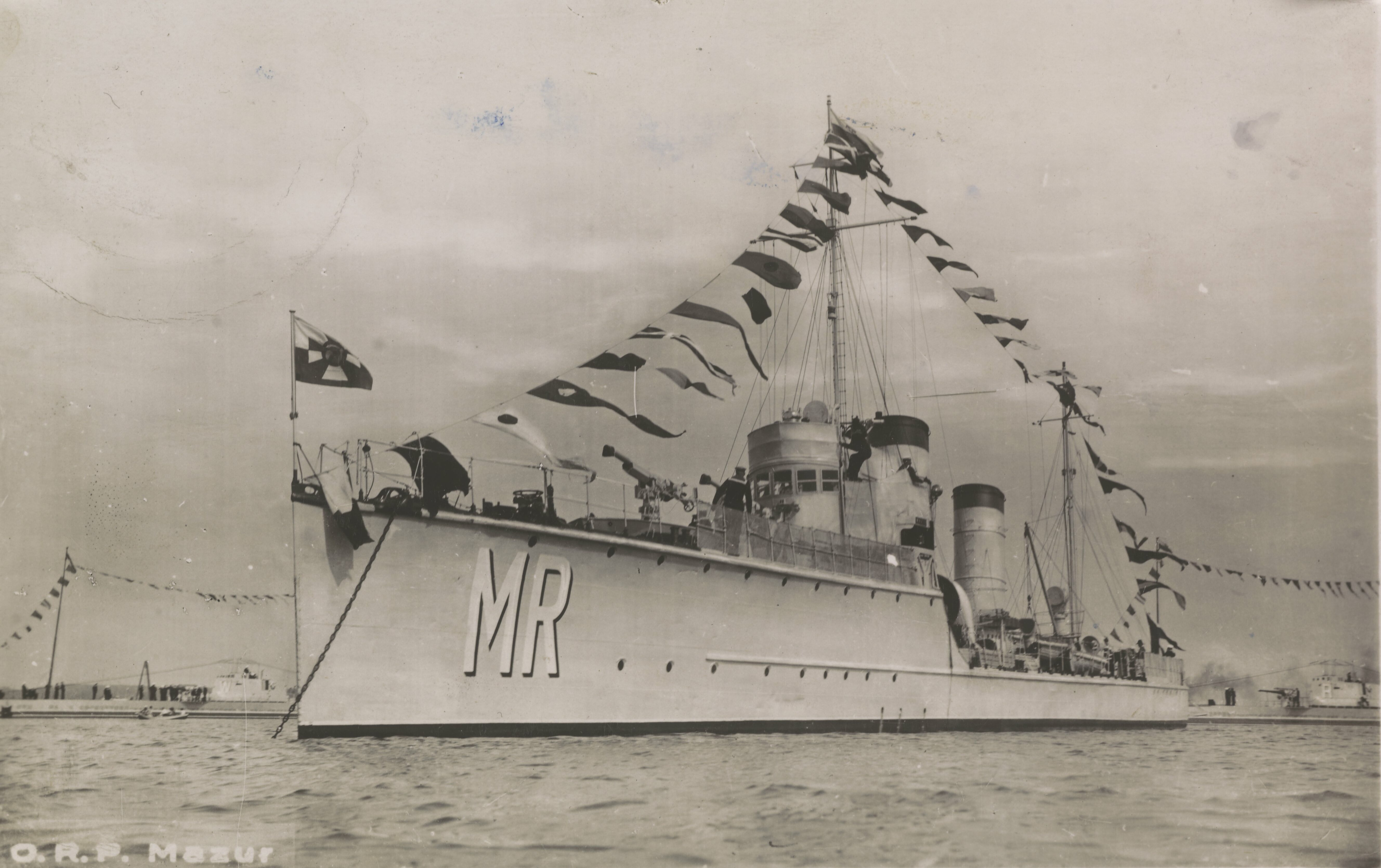
ORP Mazur in 1932-1934